# Gewiss-Bianchi

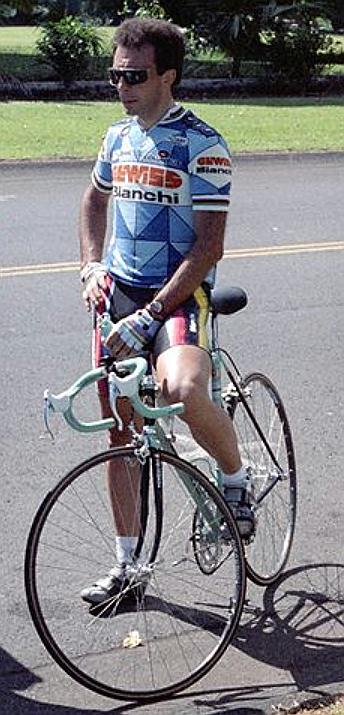
Moreno Argentin (1987)

Gewiss-Bianchi oder Sammontana-Bianchi war ein italienisches professionelles Radsportteam, das von 1985 bis 1989 bestand.

## Geschichte
Das Team wurde 1985 unter der Leitung von Waldemaro Bartolozzi aus Teilen der beiden Teams Bianchi-Piaggio und Sammontana-Campagnolo gegründet. Neben den Siegen wurde zweite Plätze bei Paris-Tours, der La Flèche Wallonne, der Coppa Bernocchi und dem Giro del Lazio. Außerdem wurden dritte Plätze im Gesamtklassement beim Giro d’Italia und bei der Tour de Romandie sowie ein vierter Platz bei der Meisterschaft von Zürich erreicht. 1986 wurde der Vorjahressieg bei Lüttich–Bastogne–Lüttich wiederholt. Zweite Plätze wurden bei der Settimana Internazionale Coppi e Bartali, Gran Premio Industria e Commercio di Prato, Giro del Veneto, ein dritter Platz bei Grand Prix Guillaume Tell und ein vierter Platz bei Rund um den Henninger-Turm erzielt. 1987 wechselte das Team seinen Hauptsponsor und es wurden zwei Plätze beim Giro dell’Emilia, bei der Trofeo Matteotti, beim Giro dell’Appennino sowie dritte Plätze beim Giro di Toscana, Giro del Friuli, Giro dell’Umbria und bei den italienischen Straßen-Meisterschaften. Vierte Plätz gab es noch bei Gent-Wevelgem und bei der Tre Valli Varesine. 1988 erreichte das Team zweite Plätze beim La Flèche Wallonne, beim Giro del Friuli und beim Gran Premio Industria e Commercio di Prato. Weitere gute Platzierungen waren ein vierter Platz bei der Coppa Placci und ein achter Platz bei der Lombardei-Rundfahrt. 1989 konnte gute Platzierungen mit dem zweiten Platz beim Giro di Puglia, dem dritten Platz bei der Coppa Agostoni, dem fünften Platz bei der Coppa Placci sowie die beiden sechsten Plätze beim Rund um den Henninger-Turm und bei den Wincanton Classic erreicht werden. Am Ende der Saison löste sich das Team auf.
Von 1985 bis 1986 war Hauptsponsor ein Hersteller von Speiseeis aus Empoli, Italien und ab 1987 ein Unternehmen aus der Energie- und Automatisierungstechnik mit Hauptsitz in Cenate Sotto, Italien. Co-Sponsor über den gesamten Zeitraum war der italienische Radhersteller Bianchi.

## Erfolge
1985
- Lüttich-Bastogne-Lüttich
- zwei Etappen und  Nachwuchswertung Giro d’Italia
- zwei Etappen Tour de Romandie
- Gesamtwertung und drei Etappen Dänemark-Rundfahrt
- eine Etappe Tirreno-Adriatico
- eine Etappe Schweden-Rundfahrt
- Straßen-Weltmeisterschaft

1986
- Lüttich–Bastogne–Lüttich
- Straßen-Weltmeisterschaft
- eine Etappe Tour de Suisse
- zwei Etappen Coors Classic
- zwei Etappen Settimana Internazionale Coppi e Bartali

1987
- Lüttich–Bastogne–Lüttich
- Lombardei-Rundfahrt
- sechs Etappen Giro d’Italia
- drei Etappen Vuelta a España
- sechs Etappen Coors Classic
- zwei Etappen Tirreno-Adriatico
- zwei Etappen Settimana Internazionale Coppi e Bartali
- eine Etappe Andalusien-Rundfahrt
- Giro del Lazio
- Giro di Toscana

1988
- Gesamtwertung und drei Etappen Schweden-Rundfahrt
- Trofeo Matteotti
- Giro del Veneto
- Giro della Provincia di Reggio Calabria
- Visp-Grachen
- eine Etappe Critérium International
- eine Etappe Dänemark-Rundfahrt

1989
- Gesamtwertung und zwei Etappen Settimana Internazionale Coppi e Bartali
- Italienische Straßenmeisterschaft[3]
- Giro dell’Appennino[3]
- Grosser Preis des Kantons Aargau
- eine Etappe Arrateko Igoera
- Giro del Belvedere
- Gran Premio Palio del Recioto

## Wichtige Platzierungen
| Grand Tour            | 1985 | 1986 | 1987 | 1988 | 1989 |
| --------------------- | ---- | ---- | ---- | ---- | ---- |
| Vuelta a EspañaVuelta | –    | –    | DNF  | –    | –    |
| Giro d’ItaliaGiro     | 4    | 12   | 20   | –    | 15   |

| Monument                 | 1985 | 1986 | 1987 | 1988 | 1989 |
| ------------------------ | ---- | ---- | ---- | ---- | ---- |
| Mailand–Sanremo          | 26   | 12   | 23   | 31   | 24   |
| Flandern-Rundfahrt       | –    | –    | 15   | 41   | –    |
| Lüttich–Bastogne–Lüttich | 1    | 1    | 1    | 12   | –    |
| Lombardei-Rundfahrt      | 29   | –    | 1    | 8    | 13   |

## Bekannte ehemalige Fahrer
- Jesper Worre (1985)
- Tommy Prim (1985–1986)
- Alberto Volpi (1985–1988)
- Moreno Argentin (1985–1989)
- Paolo Rosola (1985–1989)
- Silvio Martinello (1986)
- Davide Cassani (1988–1989)
- Leo Schönenberger (1989)